# Giocondo Lorgna
Giocondo Pio Lorgna (Massa Carrara, 27 de septiembre de 1870 - Venecia, 8 de julio de 1928) fue un religioso católico, de la Orden de los Predicadores y fundador de la Congregación de las Dominicas de la Beata Imelda. Es considerado venerable en la Iglesia católica.

## Biografía
Giocondo Pio Lorgna nació en Massa Carrara (Italia) el 27 de septiembre de 1870 en el seno de una familia de agricultores. Sus padres fueron Giovanni Lorgna y Maria Fiasella. A los 11 años inició la escuela media en Torrile (Parma) y a los 13 ingresó en el seminario de Parma. A los 19 años entró a formar parte de la Orden de los Predicadores y allí fue ordenado sacerdote en 1893. Luego de haber terminado sus estudios de filosofía y teología fue destinado a la enseñanza de Sagradas Escrituras, propedéutico e Historia de la Iglesia en el colegio dominico de Bolonia. Luego fue conventual en el Santuario de la virgen de Fontanellato y, después, párroco de la Basílica de San Juan y San Pablo en Venecia, cargo que ocupó hasta su muerte. Durante su estancia en Venecia fundó la Congregación de las Dominicas de la Beata Imelda en 1922.
Giocondo Pío Lorgna murió en Venecia el 8 de julio de 1928 y fue sepultado en la basílica de San Juan y San Pablo.

## Culto
El 21 de abril de 1950 se abrió el proceso diocesano en pro de la beatificación de Giocondo Lorgna y el 10 de octubre de 1955 se clausuró. El 15 de marzo de 2008 fue declarado venerable por el papa Benedicto XVI.